# Route magistrale 3 (Arménie)
Pour les articles homonymes, voir M3 et Route 3.
La route magistrale M3 (en arménien : Մ 3 ճանապարհ) est une route magistrale en Arménie.
Elle s'étend de Margara à la frontière entre l'Arménie et la Turquie jusqu'à Dsoramut et à la frontière entre l'Arménie et la Géorgie,,

## Présentation
La route M3 mesure 183,7 km de long.
La M3 démarre à Margara, à la frontière avec la Turquie. Il n'y a pas de passage de frontière. 
La première partie de l'itinéraire a donc un caractère secondaire et mène à la ville d'Echmiadzin. 
La région est parsemée de grands villages agricoles. 
À Etchmiadzine, la M3 croise la M5 menant à Erevan.
La zone est assez plate et la vue vers le sud est dominée par le mont Ararat. 
Peu après Etchmiadzine la route traverse la ville d'Achtarak, où elle a  un court tronçon commun avec la  route M1. 
Plus au nord, la M3 traverse des plaines, avec des montagnes au nord-est. La route s'élève progressivement jusqu'à environ 2000 mètres d'altitude. Il n'y a que quelques sections raides avec des virages en épingle jusqu'à Vanadzor.
La M7 depuis Gyumri se termine à Lernantsk, tandis que la M6 commence un peu plus à l'est dans la ville de Vanadzor. Au nord de Vanadzor, la M3 traverse un terrain montagneux accidenté. La route passe par de nombreux virages en épingle et par un col de montagne de 2000 mètres d'altitude sous lequel passe le tunnel de Stepanavan, qui permet de traverser les montagnes beaucoup plus rapidement. 
La M3 descend jusqu'à la ville de Stepanavan, située dans une large vallée à 1400 mètres d'altitude. 
Après Stepanavan, la route se dirige vers le nord-ouest et se termine dans le village de Dzoramut, près de la frontière avec la Géorgie.

## Histoire
Le tunnel de Stepanavan, long de 1,3 km, a été construit par l'Union soviétique au début des années 1970. 
C'est le plus long tunnel routier d'Arménie et il a été rénové et modernisé en 2000. 
Le tunnel passe sous le col Pouchkine.

## Tracé
- Frontière entre l'Arménie et la Turquie
- Margara
- Echmiadzin
- Achtarak
- Alagyaz
- Aparan
- Darpas
- Stepanavan
- Dzoramut
- Frontière entre l'Arménie et la Géorgie